# 帕龙
帕龙（法語：Paron，法語發音：[paʁɔ̃]）是法国勃艮第-弗朗什-孔泰大区约讷省的一个市镇，位于该省北部，桑斯市区西侧，约讷河左岸，属于桑斯区。

## 地理
帕龙（48°11'22"N, 3°15'50"E）面积10.51 平方千米，位于法国勃艮第-弗朗什-孔泰大區约讷省，该省份为法国中北部内陆省份，西接卢瓦雷省，西北接塞纳-马恩省，南至涅夫勒省，东临科多尔省，东北与奥布省接壤。
与帕龙接壤的市镇（或旧市镇、城区）包括：圣马丹迪泰特尔、科勒米耶、格龙、纳伊、桑斯、叙布利尼。

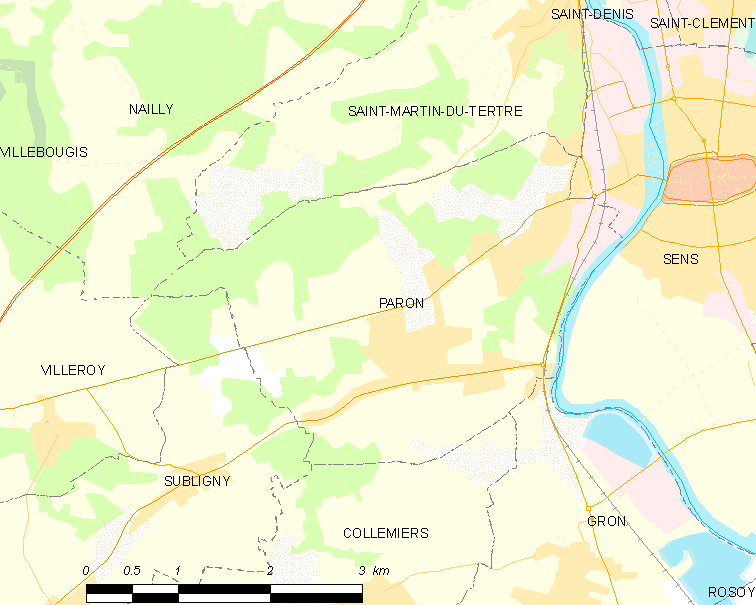
帕龙的OSM定位图

帕龙的时区为UTC+01:00、UTC+02:00（夏令时）。

## 行政
帕龙的邮政编码为89100，INSEE市镇编码为89287。

## 政治
帕龙所属的省级选区为桑斯第二县。

## 人口

1962-2008年间帕龙人口变化图示

帕龙于2022年1月1日时的人口数量为4855人。